# حقوق الإنسان في إندونيسيا

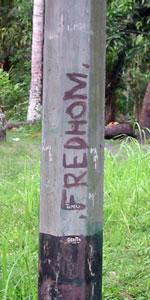

أثارت ممارسات حكومة إندونيسيا قلق مناصري حقوق الإنسان، فانتقدها كل من هيومن رايتس ووتش ومنظمة العفو الدولية على العديد من الأصعدة، ورغم وجود مؤسسات وطنية لحقوق الإنسان في إندونيسيا، ومن بينها اللجنة الوطنية لحقوق الإنسان الناشطة منذ عام 1993، والتي وبالرغم من تمتعها بشيء من الاستقلال عن الحكومة واعتماد الأمم المتحدة، لا تعتبر مؤثرة بشكل كبير، لأنها لم تُمنح أي صلاحيات قانونية لممانعة الممارسات التمييزية التي تقوم بها الحكومة.

## تقارير المنظمات غير الحكومية ووزارة الخارجية الأمريكية
صرّحت هيومن رايتس ووتش في تقريرها الدولي لعام 2012 أن إندونيسيا قد حققت طوال السنوات الـ 13 الماضية قفزات كبيرة لتصبح بلداً مستقراً وديمقراطياً بمجتمع مدني قوي وإعلام مستقل، ومع ذلك، ما زالت تتعالى مخاوف جدية بخصوص حقوق الإنسان فيها، فبينما يأخذ المسؤولون الكبار بالتملق بشأن حماية هذه الحقوق، لا يبدون راغبين حقاً باتخاذ الخطوات اللازمة لضمان التزام قوى الأمن بحقوق الإنسان الدولية ومعاقبة أولئك المسؤولين عن الإساءات، ومن بينها ما حدث عام 2011، عندما اندلع العنف الديني بشكل خاص ضد المسيحيين والأحمديين؛ وهم مجموعة أشخاص يعتبرون أنفسهم مسلمين بينما يعتبرهم المسلمون مهرطقين، واستمرت أعمال العنف بتدمير مقاطعتي بابوا وغربي بابوا، دون تحريات تذكر من قبل الشرطة للقبض على الجناة المسؤولين.
أشارت منظمة العفو الدولية في تقريرها لعام 2012 عن إندونيسيا أنها قد تولّت رئاسة رابطة دول جنوب شرق آسيا، وانتُخبت في أيار/ مايو لمجلس الأمم المتحدة لحقوق الإنسان للدورة الثالثة على التوالي، وقد قامت الحكومة بتقوية سلطة الشرطة المحلية، ولكن آليات مساءلة الشرطة بقيت غير كافية، إذ واجهت قوات الأمن اتهامات مستمرة بانتهاكها لحقوق الإنسان، سواء بالتعذيب أو سوء المعاملة أو استخدام القوة غير الضروري أو المفرط، إلى جانب الاستمرار بتجريم النشاطات السياسية المسالمة في بابوا ومالوكو، فعانت الأقليات الدينية من التمييز، بما فيه من التخويف واعتداءات جسدية، وفُرضت حواجز جنسية وإنجابية على النساء والفتيات، بيد أنه لم يتم التبليغ عن أي عمليات إعدام.
من جهة أخرى أشار تقرير البلاد لوزارة الخارجية الأمريكية عام 2011 عن ممارسات حقوق الإنسان في إندونيسيا إلى أنها تحتضن ديمقراطية متعددة الأحزاب، وفي عام 2009 انتُخب سوسيلو بامبانغ يودويونو رئيساً من جديد بواسطة انتخابات حرة وعادلة، وهو أمر اتفق عليه مراقبون محليون ودوليون.
تضمنت انتهاكات حقوق الإنسان الرئيسية حالات من القتل التعسفي وغير القانوني من قبل قوات الشرطة وغيرها في بابوا وغربي بابوا، وإساءة اجتماعية لبعض مجموعات الأقليات الدينية، وتقويض الحكومات الإقليمية والمحلية لحرياتها في ممارسة شعائرها الدينية، وأوضاعاً قاسية في السجون أحياناً، وبعض الحدود المفروضة على حرية التعبير، وتجارة السجناء، وعمالة الأطفال، وفشلاً في فرض معايير العمل وحقوق العمال.
كما قد حاولت الحكومة معاقبة المسؤولين الرسميين المسيئين ولكن الأحكام لم تكن متناسبة عادة مع فداحة ما اقترفوه، ومن جهة أخرى أقدمت عصابات انفصالية في بابوا على قتل أفراد من قوات الأمن في هجمات متعددة وأصابت آخرين، وانخرط ممثلون غير حكوميون في عمليات عنف سياسية، بما تضمن القتل، في مقاطعة آتشيه.

## استخدام القوة والحصانة
استخدمت قوات الشرطة قوة مفرطة وغير ضرورية ضد المتظاهرين والمحتجين، وخصوصاً في القضايا المتنازع عليها، وحتى في الحالات النادرة التي تدخلت فيها التحقيقات، لم يُبذل جهد مذكور في إحضار الجناة للعدالة.
تبلّغ منظمة العفو الدولية عن اتخاذ خطوات معتبرة على مدى العقد الماضي لإعادة تشكيل الشرطة الإندونيسية الوطنية، إذ بدأت الحكومة بتطبيق إصلاحات تشريعية وبنيوية لتعميق فعالية منع الجرائم وتحرّيها، والمحافظة على النظام العام وتعزيز حكم القانون، كما قدّمت الشرطة قوانين داخلية لضمان التمسك بمعايير حقوق الإنسان الدولية أثناء قيامها بمهامها.
بالرغم من جميع تلك الخطوات الإيجابية، لا يزال يبلغ عن انتهاك الشرطة لحقوق الإنسان، واستخدامها المعتاد لأسلحة وممارسات عنيفة لقمع مظاهرات سلمية، بما يتضمن ضرب المتظاهرين، وإطلاق النار عليهم، وقتلهم، أثناء الاحتجاجات الجماعية، علاوة على الاعتقالات الروتينية.

## التمييز
تنطبق حرية الأديان في إندونيسيا على معتنقي 6 ديانات رئيسية فقط، وهي البوذية، والكاثوليكية، والكونفوشيوسية، والهندوسية، والإسلام والبروتستانتية، وقد يؤدي الشك في أي منها لقضاء خمس سنوات في السجن كعقوبة لـ (إهانة دين رئيسي)، بالإضافة إلى ست سنوات أخرى إذا تم ذلك عن طريق الإنترنت، إذ يحرّم القانون الجنائي في إندونيسيا الكفر.
أصدر مجلس العلماء الإندونيسي في تموز/ يوليو عام 2005 فتوى تدين الطائفة الأحمدية بالهرطقة، وفي حزيران/ يونيو عام 2008، أصدرت وزارة الشؤون الدينية بالتعاون مع وزارة الداخلية خطاباً وزارياً مشتركاً يخص الطائفة المذكورة، تضمن أمر السلطات المحلية بحصر نشاطات الأحمديين الدينية بالعبادة الخاصة، ومنعهم من التبشير بمعتقداتهم، ومن جهة أخرى حظر حاكمو بعض المقاطعات غربي وجنوبي سومطرة، وغربي نوسا تنغارا نشاطات الطائفة الأحمدية جميعها.
كما أُبلغ عن تعذيب الشرطة لمواطنين مثليين ومتحولين جنسياً، وفي شباط/ فبراير عام 2018، خططت الحكومة الإندونيسية لإقرار تشريع يجرّم الجنس المثلي، وقد وافقت جميع الأحزاب السياسية العشرة عليه، ومن المتوقع أن يصدر قريباً، وبالتالي اعتُبرت إندونيسيا أكثر دول آسيا المركزية رهاباً للمثلية، إلى جانب ماليزيا.
وفي تشرين الثاني/ نوفمبر عام 2018، أصدرت الحكومة الإندونيسية تطبيقاً على الهواتف الذكية يسمح لمستخدميه بتبليغ مكتب المدعي العام في جاكرتا مباشرة وبسهولة عن أي شخص يشتبه بممارسته لشعائر غير معترف عليها رسمياً، أو يعتقد بتفسيرات غير تقليدية للأديان الست المعترف عليها رسمياً في إندونيسيا.

## العمال المنزليون
عبّر رئيس البلاد عن دعمه لميثاق العمال المنزليين الجديد رقم 189 لمنظمة العمل الدولية، ولكن فشل البرلمان للعام الثاني على التوالي في مناقشة وسنّ تشريع يؤمن الحماية القانونية للعمال المنزليين، ما ترك حوالي 2.6 مليون عامل، أغلبهم من النساء والفتيات، عرضة دوماً لخطر الاستغلال الاقتصادي والعنف الجسدي، والنفسي والجنسي.

## الحقوق الجنسية والإنجابية
مُنعت النساء والفتيات، خصوصاً القادمات من مجتمعات فقيرة ومهمشة، من ممارسة حقوقهن الجنسية والإنجابية الكاملة، كما حُرم العديد منهن من خدمات الصحة الإنجابية التي تضمنها قانون الصحة لعام 2008، وذلك لعدول وزارة الصحة عن سنّ التشريعات الضرورية لتطبيقه، كما فشلت الحكومة في مواجهة السلوكيات التمييزية والممارسات العنيفة، والمهينة وغير الإنسانية، بما يتضمن ختان الإناث والزيجات المبكرة.
ففي عام 2018 على سبيل المثال، أدانت المحكمة الإندونيسية العليا امرأة كانت قد سجّلت محادثة هاتفية لها مع رئيسها في العمل حيث تحرّش فيها جنسياً، وقد حكم عليها بالسجن لمدة 6 أشهر.

## شرقي إندونيسيا
انتقدت منظمات حقوق الإنسان الدولية تعامل الحكومة الإندونيسية مع متظاهري حركة بابوا الحرة في نزاع بابوا، الذي سعت فيه الحركة لفصل بابوا عن غربي بابوا، ولكن الجيش الإندونيسي أنكر ما توجه إليه من اتهامات بانتهاك حقوق الإنسان في المقطاعتين المذكورتين.
من جهة أخرى، تبنى رئيس البلاد سوسيلو بامبانغ يودويونو سياسة مختلفة عام 2005 ابتعدت عن القانون والنظام مقتربة أكثر من التطور الاقتصادي لإيقاف انقسام بابوا، وفي أيار/ مايو عام 2010 أُعلن عن الإفراج عن السجناء السياسيين من بابوا الذين تظاهروا مطالبين بالاستقلال.